# Ośrodek Badawczo-Rozwojowy Centrum Techniki Morskiej
Ośrodek Badawczo-Rozwojowy Centrum Techniki Morskiej S.A. (OBR CTM S.A.) – posiada szerokie kompetencje oraz doświadczenie w projektowaniu, budowie, dostawie i utrzymaniu zintegrowanych systemów z obszaru techniki wojskowej i cywilnej. W tym w szczególności systemów: dowodzenia, analizy i przetwarzania danych, łączności, okrętowych oraz podwodnych. W oparciu o nowoczesne zaplecze badawczo-techniczne (w tym akredytowane laboratoria) oraz wytwórcze, Ośrodek dostarcza i rozwija swoje rozwiązania dzięki prowadzonym w trybie ciągłym badaniom naukowym, pracom rozwojowym i wdrożeniowym.

## Historia
Ośrodek Badawczo-Rozwojowy Centrum Techniki Morskiej S.A. został powołany w 1982 do prowadzenia prac badawczo-rozwojowych, projektowych, konstrukcyjno-technologicznych i doświadczalnych, w celu przygotowania produkcji nowych wyrobów w dziedzinie wojskowej techniki morskiej. Od 2014 OBR CTM S.A. wchodzi w skład Polskiej Grupy Zbrojeniowej.

## Zarząd
W dniu 31 lipca 2020 Rada Nadzorcza OBR CTM S.A powołała pana Marcina Wiśniewskiego na stanowisko Prezesa Zarządu OBR CTM S.A.

## Zakres działalności
Kluczowa działalność OBR CTM S.A. wpisuje się przede wszystkim w obszar Obronności i Bezpieczeństwa Państwa. Istotnym elementem działalności Spółki jest uczestnictwo w krajowych i zagranicznych programach i projektach badawczo-rozwojowych na rzecz Narodowego Centrum Badań i Rozwoju oraz Europejskiej Agencji Obrony (EDA) i NATO.
Od września 2013 OBR CTM S.A. aktywnie uczestniczy w programie operacyjnym „Zwalczanie zagrożeń na morzu”, dostarczając na okręty kluczowe z punktu widzenia realizowanych przez nie zadań systemy (Zintegrowane Systemy Walki dla okrętów typu „Kormoran” czy też Zintegrowany System Misji dla okrętu „Ratownik”, których fundamentem technologicznym jest opracowany w CTM pierwszy polski Okrętowy System Zarządzania Walką SCOT) oraz wyposażenie (pionierski system obrony biernej, stacje hydrolokacyjne SHL-101/TM, SHL-300, ładunki wybuchowe do niszczenia min morskich „Toczek”).
Ośrodek oferuje swoim odbiorcom usługi projektowania, testowania, wdrażania i rozwoju prototypowych rozwiązań oraz technologii, zapewniając jednocześnie ich integrację z systemami informatycznymi tworzącymi ich otoczenie.

## Wybrane rozwiązania
- Okrętowy System Zarządzania Walką SCOT
- Systemy Obrony Biernej
- Systemy Ochrony Katodowej
- Wzbudnikowy system trałowy typu WTAM (Promienica)
- Modułowy Lekki Trał Niekontaktowy (MLM)
- Zdalnie Odpalane Ładunki Wybuchowe do Niszczenia min morskich (Toczek)
- Trójczęstotliwościowa, szerokopasmowa, podkadłubowa stacja hydrolokacyjna o wysokiej rozdzielczości SHL-101/TM
- System Ochrony Infrastruktury Krytycznej
- Przenośna bariera akustyczna
- Efektory Pirotechniczne
- Radiostacja typu RKP-8100
- Adapter mobilny typu RKP-8100AM-B

Systemy Obrony Biernej opracowane w Ośrodku Badawczo-Rozwojowym Centrum Techniki Morskiej S.A. przeznaczone są do monitorowania i minimalizacji pól fizycznych okrętu: magnetycznego, elektrycznego i cieplnego. Minimalizacja pól fizycznych redukuje prawdopodobieństwo pobudzenia niekontaktowych urządzeń inicjujących min morskich oraz środków uzbrojenia naprowadzanych na podczerwień. Wchodzące w skład systemu okrętowe urządzenie demagnetyzacyjne oraz wielosektorowa stacja ochrony katodowej pozwala na osiągnięcie poziomów sygnatur, spełniając aktualne wymagania North Atlantic Treaty Organization (NATO) dla okrętów przeciwminowych. System monitorowania pól fizycznych okrętu m.in. sygnatur magnetycznych, elektrycznych, cieplnych i hydroakustycznych stanowi element wspomagający system dowodzenia okrętu, poprzez zobrazowanie stref bezpieczeństwa okrętu w procesie detekcji, klasyfikacji i identyfikacji min morskich.
System Ochrony Katodowej (SOK) opracowany w Ośrodku Badawczo-Rozwojowym Centrum Techniki Morskiej S.A. zapewnia elektrochemiczną ochronę metali zanurzonych w elektrolicie (np. kadłubów jednostek pływających, rurociągów) przed korozją. System składa się ze stacji wielosektorowej ochrony katodowej (MSOK), elektrod kontrolno-sterujących oraz anod polaryzacyjnych. System w czasie rzeczywistym mierzy wartości potencjału elektrochemicznego chronionej konstrukcji i steruje prądem ochrony katodowej tak, aby spełnione były normatywne wartości potencjałów ochrony. Stacja ma możliwość komunikacji i udostępniania danych do sieci teleinformatycznej. Dodatkową lokalną ochronę katodową zapewnia się poprzez miejscowe zastosowanie anod galwanicznych. System SOK może pracować w trybie automatycznym z możliwością sterowania ręcznego i serwisowego (bezpośrednio na MSOK), przekazując i odbierając dane z systemu informatycznego okrętu. SOK może być sterowany zarówno z poziomu MSOK, jak i z poziomu nadrzędnego systemu jednostek pływających (np. z konsoli). System jest zaprojektowany jako modułowy i w pełni zautomatyzowany. Istnieje możliwość rozszerzenia funkcjonalności systemu o minimalizację pola elektrycznego okrętu. Funkcja ta jest realizowana w ramach Systemu Obrony Biernej z wykorzystaniem elementów Systemu Ochrony Katodowej.
Wzbudnikowy system trałowy typu WTAM (Promienica) opracowany w Ośrodku Badawczo-Rozwojowym Centrum Techniki Morskiej S.A. jest przeznaczony do trałowania min dennych, wyposażonych w niekontaktowe zapalniki akustyczno-magnetyczne. Trał składa się z 5 elementarnych wzbudników pola magnetycznego (EWP) i generatora pola akustycznego typu AAG, który jest holowany za ostatnim EWP. System planowania misji trałowych umożliwia trałowanie min metodą parametrów zapalników min (MSM) lub pól fizycznych ochranianych jednostek (TSM). WTAM może być holowany przez trałowiec lub dowolną jednostkę dysponującą zapasem mocy elektrycznej 50 kVA prądu przemiennego 3 × 400 V oraz zapasem mocy holowania z siłą 40 kN przy V=8 w.
Modułowy Lekki Trał Niekontaktowy (MLM) opracowany w Ośrodku Badawczo-Rozwojowym Centrum Techniki Morskiej S.A. służy do zwalczania min morskich z zapalnikami niekontaktowymi, których działanie jest uzależnione od identyfikacji określonego typu okrętu na podstawie charakterystycznych dla niego sygnatur pól fizycznych. Trał składa się z zespołu elementarnych wzbudników pola magnetycznego i elektrycznego, połączonych kablolinami między sobą i pokładowym urządzeniem zasilającym i kontrolno-sterującym oraz generatora akustycznego. Proces wypracowywania optymalnych parametrów pracy (Program modelowania pól fizycznych okrętów „OPTYMA Mod.”) oraz sterowania i kontroli pracy trału, został zautomatyzowany w stopniu, który pozwala na jego pełną i łatwą obsługę z poziomu interfejsu pokładowego urządzenia kontrolno-sterującego. Oprogramowanie interfejsu zawiera wszystkie opcje wprowadzania, wyznaczania i kontroli charakterystycznych parametrów działań przeciwminowych, w tym – automatyczne wyznaczanie szerokości stref trałowych na różnych głębokościach.
System zdalnie i bezprzewodowo odpalanych ładunków wybuchowych (TOCZEK) został opracowany przez Ośrodek Badawczo-Rozwojowy Centrum Techniki Morskiej S.A. dla niszczenia min morskich. Ładunki typu A i B są przenoszone przez zdalnie sterowane i autonomiczne pojazdy podwodne (ROV i AUV). Ładunek typu C jest przenoszony i umiejscawiany przez nurków. Wszystkie typy ładunków są wyposażone w uniwersalny zapalnik akustyczny. Zapalnik jest wyposażony w wielopoziomowy system zabezpieczeń. System posiada urządzenie, które pozwala testować wszystkie parametry zapalnika.
SHL-101/TM Trójczęstotliwościowa, szerokopasmowa, podkadłubowa stacja hydrolokacyjna o wysokiej rozdzielczości. Przeznaczona jest do detekcji i klasyfikacji min dennych i kotwicznych, w tym trudno wykrywalnych. Może operować w wodach płytkich w warunkach silnego uwarstwienia toni oraz w obecności zakłóceń. Stacja hydrolokacyjna SHL-101/TM wyróżnia się znakomitymi osiągami w wyniku zastosowania zaawansowanych technologii sprzętowych i programowych. Zastosowanie sygnałów FM umożliwiło wprowadzenie kompresji impulsu prowadzącej do znacznego wzrostu stosunku sygnału do szumu oraz uzyskania kilkucentymetrowej rozdzielczości wgłębnej. Ta cecha znacząco zwiększa osiągi w zakresie detekcji i klasyfikacji min wykonanych w technologii stealth w akwenach o wysokim poziomie szumów. Stacja posiada budowę modułową i może być łatwo dostosowana do różnych typów okrętów.
System Ochrony Morskiej Infrastruktury Krytycznej opracowany w Ośrodku Badawczo-Rozwojowym Centrum Techniki Morskiej S.A. integruje sensory obserwacji nawodnej i podwodnej wraz z efektorami w celu zapewnienia spójnego, kompletnego zobrazowania sytuacyjnego zabezpieczanego akwenu wraz z możliwością przeciwdziałania zagrożeniom przychodzącym z morza, powietrza i lądu. W zależności od chronionego obiektu (portu, bazy morskiej, kotwicowiska, farmy wiatrowej, terminalu, platformy, statku czy okrętu) oraz charakterystyki jego otoczenia dobierane i integrowane są odpowiednie systemy monitoringu celem zapewnienia maksymalnego poziomu ochrony. W obszarze nawodnym wykorzystywane są dedykowane radary, głowice optoelektroniczne wyposażone w kamery światła dziennego i termowizyjne oraz systemy antydronowe. Detekcja podwodna bazuje na sonarach do wykrywania płetwonurków oraz barierach magnetycznych. Przeciwdziałanie oparte jest na środkach nie-śmiercionośnych – efektorach pneumatycznych, pirotechnicznych i akustycznych oraz laserach oślepiających.
Przenośna Bariera Magnetyczna (PMB) opracowane w Ośrodku Badawczo-Rozwojowym Centrum Techniki Morskiej S.A. przeznaczona jest do ciągłego, automatycznego monitorowania sytuacji podwodnej w rejonach baz morskich i portów w aspekcie ochrony przed zagrożeniami terrorystycznymi takimi jak: płetwonurkowie, małe pojazdy podwodne itp. Podsystem wyposażony w układ wysokiej czułości przetworników magnetycznych instalowanych na dnie morskim, wykrywa lokalne anomalie magnetyczne powodowane przez wymienione obiekty.
Efektor pirotechniczny opracowane w Ośrodku Badawczo-Rozwojowym Centrum Techniki Morskiej S.A. przeznaczony jest do przeciwdziałania zagrożeniom terrorystycznym w akwenach podejść do portów i baz morskich oraz na kotwicowiskach okrętów. Do przeciwdziałania podwodnym zagrożeniom terrorystycznym generowana jest ciśnieniowa fala wodna. Efektory zintegrowane są z systemami detekcji celów podwodnych, takimi jak: bariery magnetyczne, hydroakustyczne i sonary. W zależności od wartości ciśnienia fali ciśnieniowej (masy mikroładunku) może ona mieć oddziaływanie odstraszające lub obezwładniające (non lethal), aż do niszczącego (lethal). Efektor pirotechniczny posiada dodatnią pływalność, stawiany jest z łodzi lub śmigłowca poprzez wrzucanie do wody na zaplanowanych pozycjach. Stosowanie efektorów pirotechnicznych nie wymaga żadnych instalacji, doprowadzających energię z zewnątrz lub prac hydrotechnicznych. Wybór rodzaju efektora (wielkości masy ładunku) jest zdeterminowany uwarunkowaniami taktycznymi, w konkretnym chronionym akwenie.
Radiostacja typu RKP-8100 opracowana w Ośrodku Badawczo-Rozwojowym Centrum Techniki Morskiej S.A. jest wąskopasmową radiostacją taktyczną przeznaczoną do pracy w zakresie częstotliwości od 1.5MHz do 512 MHz. Zapewnia łączność głosową oraz transmisję danych przesyłanych poprzez standardowe protokoły i interfejsy (IP, SMTP, POP3, Ethernet, RS232). Radiostacja jest systemem typu SDR (ang. Software Defined Radio). RKP-8100 ma zaimplementowane waveformy określone przez normy North Atlantic Treaty Organization (NATO), wymagane do pracy w pasmach HF i VHF oraz waveformy wąskopasmowe do pracy w pasmie UHF. Radiostacja należy do nowej generacji cyfrowych urządzeń nadawczo-odbiorczych, spełniających wymagania STANAG 4203, STANAG 4204 oraz STANAG 4205. Uniwersalna radiostacja RKP-8100 może być wykorzystana jako radiostacja plecakowa lub element mobilnych systemów radiokomunikacyjnych, instalowanych na podwoziach kołowych i gąsienicowych. Cyfrowa transmisja mowy jest realizowana zgodnie ze STANAG 4198 oraz normą MIL-STD-188-110B App. B. Radiostacja udostępnia funkcje ALE (ang. Automatic Link Establishment) zgodnie z normą MIL-STD-188-141B App. A. oraz STANAG 4538. Solidne wykonanie i konstrukcja gwarantuje wysoką jakość i niezawodność eksploatacji radiostacji RKP-8100.
Adapter mobilny typu RKP-8100AM-B został zaprojektowany w Ośrodku Badawczo-Rozwojowym Centrum Techniki Morskiej S.A. celu rozszerzenia możliwości radiostacji plecakowej typu RKP-8100 o zastosowania przewoźne. Zintegrowano całość systemu łączności w jednym urządzeniu i zwiększono maksymalną moc do 150W w zakresie łączności HF i 50W w zakresie łączności UHF. Budowa adaptera umożliwia szybki montaż radiostacji na pojeździe oraz intuicyjną obsługę. Dodatkowo urządzenie zwiększa niezawodność łączności w warunkach silnej kolokacji poprzez zastosowanie dodatkowych układów filtracji wąskopasmowej. Filtry pokrywają całe pasmo HF oraz w wybrane zakresy pasma UHF (30MHz – 88MHz oraz 225MHz – 400MHz), gdzie mogą pracować w trybie skaczącej częstotliwości (frequency hopping).